# Jelšovec (přírodní rezervace)
Jelšovec je přírodní rezervace v Chráněné krajinné oblasti Poľana na Slovensku. Nachází se v katastrálním území obce Čerín v okrese Banská Bystrica v Banskobystrickém kraji. Území bylo vyhlášeno či novelizováno v letech 1984, 1988 na rozloze 5,5600 ha. Ochranné pásmo nebylo stanoveno.